# Grzegorz Stasiak
Grzegorz Stasiak (ur. 4 kwietnia 1953 w Rudzie) – polski satyryk, kabareciarz, konferansjer, prezenter, aktor i instruktor nauki jazdy.

## Życiorys
W latach 2000–2002 był członkiem Kabaretu Śląskiego, w 2002 założył Kabaret Mieszany.
Brał udział w Telefonie Szczęścia, emitowanym przez lokalną telewizję Elsat oraz w programie Na Wesoło i po śląsku, prowadzonym na falach Radia Piekary. W Radiu eM prowadził program Obrazki śląskie, w którym interpretował felietony Grzegorza Molitorysa, natomiast w Radiu Vanessa prowadził Biesiadę Śląską. Publikował też felietony pisane w gwarze śląskiej na łamach miesięcznika „Wieści Gliwickie”.
Jest laureatem konkursu Po naszymu, czyli po śląsku i zwycięzcą Maratonu uśmiechu. Dużą popularność przyniósł mu serial Święta wojna, w którym zagrał Alojza oraz program Nauka jazdy emitowany na antenie telewizji TVN, który prowadził wraz z Małgorzatą Mandryk.
Od 2008 związany był z Telewizją TVS, gdzie wraz z Niną Nocoń, Adamem Gizą, Aleksandrem Gortatem i Pawłem Ziębą prowadził program Radio na Wizji. W 2009 na antenie TVS emitowane były odcinki programu Nauka jazdy (produkcja TVN na antenie TVS) z udziałem Grzegorza Stasiaka. Od czerwca 2010 do stycznia 2011 prowadził tam także Listę Śląskich Szlagierów.

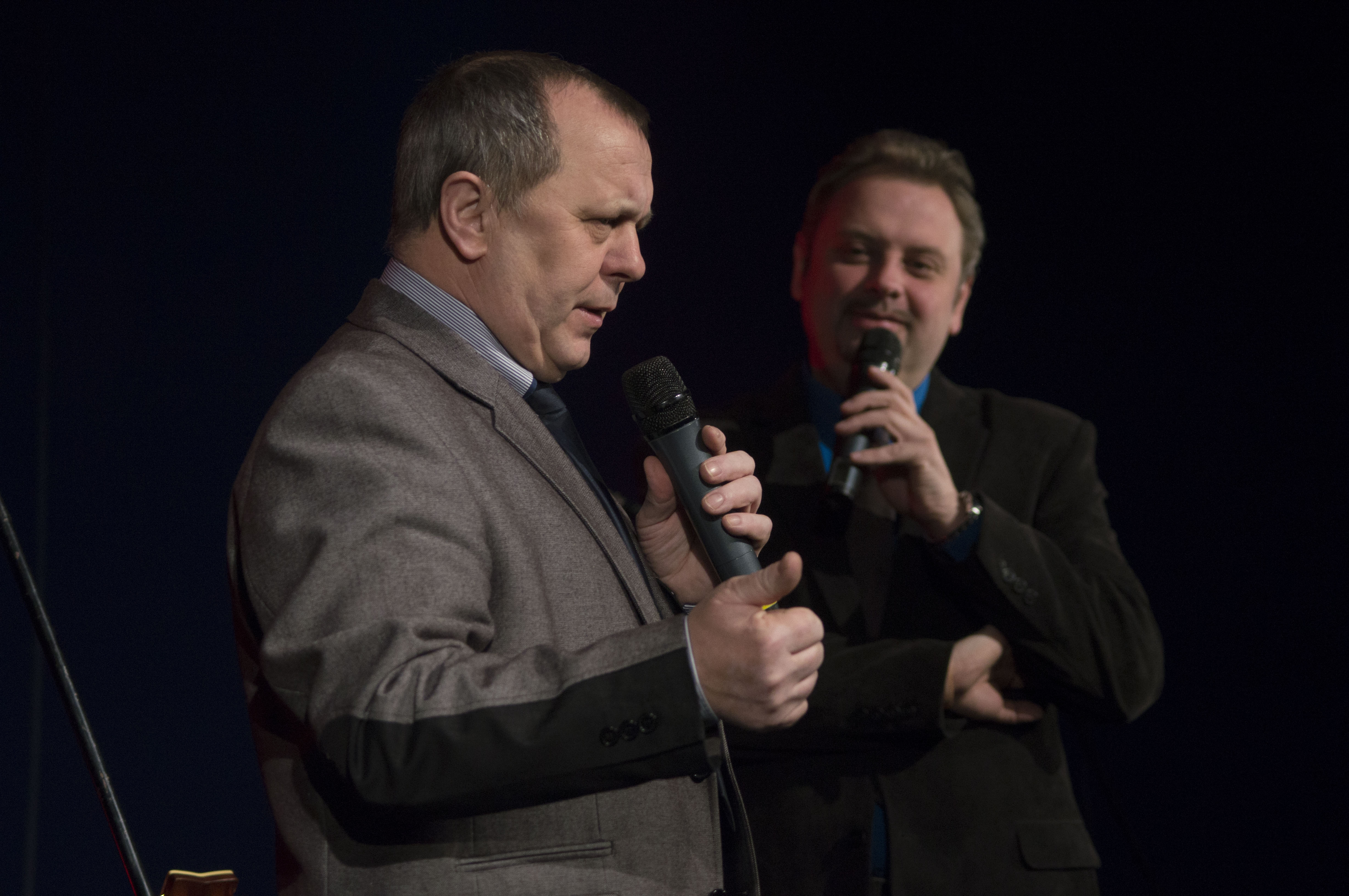
Grzegorz Stasiak i Marcin Janota podczas koncertu w Mysłowicach (15 lutego 2015)

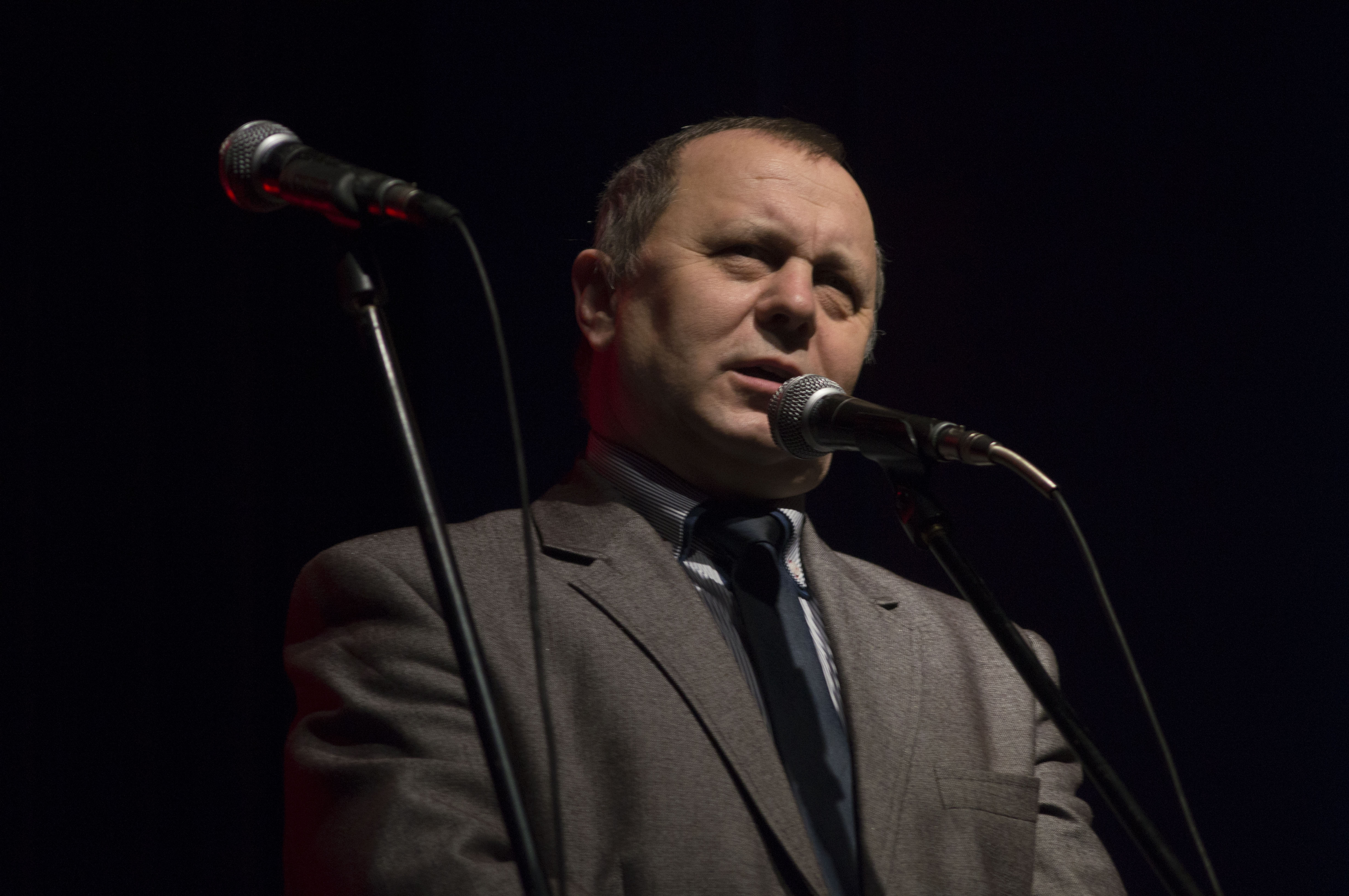
Grzegorz Stasiak (15 lutego 2015)

Od grudnia 2009 do 31.07.2023r. związany był ze śląską rozgłośnią Radio Fest, gdzie razem z Marcinem Janotą pierwotnie prowadził program Fest Party, a następnie prowadził FEST Dobry Dzień.
Ponadto, od 2015 prowadził program satyryczny Grzegorz Stasiak łowi w sieci na antenie lokalnej telewizji TVT, a od 2016 był ekspertem w programie Marcina Janoty Co jest grane?! na antenie Portalu Informacyjnego Telewizji Mysłowice (ITVM.pl) i Telewizji dlaCiebie.tv.

## Filmografia
- 2001–2002, 2018: Nauka jazdy – jako on sam (instruktor)
- 2002–2009: Święta wojna – jako Alojz, właściciel szynku, kolega Bercika
- 2001: Angelus – jako Ewald Sójka
- 2002: Transfer – jako strażnik
- 2004: Jak przed wojną – jako Gerard
- 2005: Msza – jako sztajger
- 2005: Barbórka – jako górnik przed windą
- 2006: Kant-Pol – jako Grzegorz
- 2008: Byzuch – jako Ojciec Maryjan
- 2008: Drzazgi – jako gospodarz Niedziela
- 2009: Bajzel po polsku – jako ochroniarz
- 2010: Byzuch 2: Rewizyta – jako Ojciec Maryjan
- 2010: Laura – jako Zenek Barglik